# Вивьен де Шатобрен, Иосиф Иосифович
Иосиф Иосифович Вивьен де Шатобрен (7 (19) апреля 1861 — ?) — Генерального штаба генерал-майор, участник Первой мировой войны.

## Биография
Православный. Сын полковника И. И. Вивьен де Шатобрена, внук художника И.-Е. Вивьен де Шатобрена.
В службу вступил в 1878. Окончил Михайловское артиллерийское училище, в 1880 выпущен прапорщиком в 39-ю артиллерийскую бригаду. Затем служил в 23-й артиллерийской бригаде. Подпоручик (1881), поручик (1885). В 1889 окончил Николаевскую академию Генерального штаба. Штабс-капитан (1892). Старший адъютант штаба 29-й пехотной дивизии (1893—1897). Капитан (1895). Цензовое командование эскадроном отбывал в лейб-гвардии Кирасирском Её Величества полку (05.01.1896 — 18.01.1897). Старший адъютант штаба 3-й кавалерийской дивизии (1897—1899), подполковник (1899). Штаб-офицер для поручений при штабе Виленского ВО (1899—1900).
Делопроизводитель Генерал-квартирмейстерской части Главного штаба (1900—1903). Столоначальник Главного штаба (1903—1904). Для ознакомления с общими требованиями управления и ведения хозяйства в кавалерийском полку прикомандирован к 5-му лейб-драгунскому Курляндскому полку (май — сентябрь 1903). Полковник (1903).
Начальник отделения Главного штаба (1904—1905). Начальник Архивно-исторического отделения I Отдела Управления 2-го генерал-квартирмейстера Главного штаба (1905—1909). Был одним из авторов последнего строевого пехотного устава, утверждённого в 1908.
Командир 14-го гусарского Митавского полка (1909—1912). Генерал-майор (1912). С 6 июля 1912 командир 1-й бригады Кавказской кавалерийской дивизии. С 27.10.1915 состоял в резерве чинов при штабе Двинского ВО. С 7.01.1916 начальник 1-й бригады 13-й кавалерийской дивизии. Начальник штаба 4-го Сибирского армейского корпуса (11.03 — 23.04.1917?). Начальник 7-й Сибирской стрелковой дивизии (с 12.04.1917?). Начальник штаба 7-го Сибирского армейского корпуса (с 12.08.1917).
Дети:
- Виктор Иосифович Вивьен де Шатобрен (1896—1975), штабс-капитан лейб-гвардии Гренадерского полка. В Гражданскую войну служил в белой Северной армии, с 27.11.1918 в Славяно-Британском легионе, обер-офицер для поручений в штабе командующего союзными силами. Капитан. Умер в эмиграции в Лондоне.
- Георгий Иосифович Вивьен де Шатобрен. Прапорщик. Участник похода Яссы — Дон во 2-й роте Сводно-стрелкового полка. Погиб в апреле 1919 года под станцией Батманка в ходе боев за Донбасс.

## Награды
- орден Святого Станислава 3-й ст. (1898)
- орден Святой Анны 3-й ст. (1901)
- орден Святого Станислава 2-й ст. (1905)
- орден Святого Владимира 4-й ст. (1908)
- орден Святого Владимира 3-й ст. (1911)
- мечи к ордену Святого Владимира 3-й ст. (31.01.1915)
- орден Святого Станислава 1-й ст. с мечами (31.01.1915)
- орден Святой Анны 1-й ст. с мечами (05.03.1915)